# Adolf Pries
Joachim Heinrich Gottlieb Adolf Pries (* 13. Juni 1851 in Rostock; † 15. Mai 1930 in Neubrandenburg) war ein deutscher Verwaltungsjurist und Bürgermeister von Neubrandenburg.

## Leben
Adolf Pries war ältester Sohn und drittes von neun Kindern des Rostocker Juristen und Landsyndikus Joachim Heinrich (Hermann) Pries (1819–1893) und dessen Frau Helene, geb. Eggers (1824–1898), einer Rostocker Kaufmannstochter. Der Rostocker Pastor (Ernst Heinrich) Robert Pries (1852–1928) und der Baurat Friedrich Pries (1859–1937) waren seine Brüder. Der Rechtswissenschaftler und Hochschullehrer Otto (von) Wendt (1846–1911) war sein Schwager. Sein Großvater Johann Friedrich Pries (1776–1832) war einst Universitätsprofessor in Rostock gewesen.
Nach dem Besuch der Großen Stadtschule in Rostock bis zum Abitur Ostern 1870 studierte er Rechtswissenschaften an den Universitäten Heidelberg, ab Sommersemester 1872 Rostock, Gießen und zuletzt wieder ab Sommersemester 1874 Rostock. In Heidelberg wurde er 1870 Mitglied der Burschenschaft Frankonia Heidelberg. Nach ersten Berufsstationen in Bützow und Wismar und seiner Promotion zum Dr. iur. praktizierte er zunächst als Rechtsanwalt in Schwaan und war seit 1879 dort Bürgermeister.
1887 kam er als Senator und Syndikus nach Neubrandenburg und war hier von 1889 bis 1923 einer der beiden, zuletzt alleiniger Bürgermeister. Während seiner Amtszeit endete in Neubrandenburg 1918 die jahrhundertealte Tradition von zeitgleich mehreren Inhabern des Bürgermeisteramtes. In seine Amtszeit fallen der Bau des Wasser- und des Elektrizitätswerks, die Begründung der Städtischen Kunstsammlung, der Bau des Bootshafens und die Einweihung des Lyzeums. Im Rahmen der landständischen Verfassung von Mecklenburg bis 1918 war er landschaftlicher Deputierter für die Vorderstadt Neubrandenburg beim Landtag und einer von vier landschaftlichen Deputierten im Engeren Ausschuss der Ritter- und Landschaft in Rostock.
Pries war ab 1894 Kuratoriumsmitglied der Friedrich-Wilhelm-und-Augusta-Jubiläums-Stiftung zur Unterstützung der Erziehung und Ausbildung mittelloser Waisen, Aufsichtsbeamter der jüdischen Gemeinde zu Neubrandenburg, Vorsitzender des Neubrandenburger Herbergsvereins und Vorstandsmitglied des Rettungshauses Bethanien. Er war Mitglied des Heimatbundes Mecklenburg, 1907 Mitgründer von dessen Neubrandenburger Ortsgruppe und Mitglied des Ortsvorstands. Ab 1883 war er Mitglied im Verein für mecklenburgische Geschichte und Altertumskunde und ab 1891 im Verein der Freunde der Naturgeschichte in Mecklenburg. Er blieb unverheiratet und kinderlos. Seinen Haushalt führte eine unverheiratet gebliebene Schwester. Seine letzte Ruhe fand er auf dem alten Friedhof in Rostock.
An Adolf Pries erinnern eine von ihm 1912 geschaffene Stiftung, deren Stammkapital jedoch die Weltwirtschaftskrise vernichtete, und der Bürgermeister-Pries-Weg in Neubrandenburg. Eine dort s. Zt. angebrachte Gedenktafel mit Name und Lebensdaten von Pries ist verschollen.

## Ehrungen
- Landwehr-Dienstauszeichnung
- 1912 Titel Geheimer Hofrat
- 1912 Kriegervereinsmedaille von 1906